# Cameron Meyer
Cameron Meyer, född den 11 januari 1988 i stadsdelen Viveash i Perth, är en australisk tidigare tävlingscyklist som hade sina största framgångar på bana, där han blev niofaldig världsmästare (fem gånger i poänglopp och två gånger i vardera madison och lagförföljelselopp), vann tre guld vid samväldesspelen och fem vid oceanienmästerskapen, samt blev australisk seniormästare sex gånger (fyra i madison och två i lagförföljelselopp). Han representerade Australien vid Olympiska spelen 2008 i Peking (fjärde plats i poänglopp). Han vann även två sexdagarslopp. 
På landsväg märks främst totalsegrarna i Tour Down Under 2011 och Herald Sun Tour 2015. Därtill blev Meyer oceanisk mästare i linjelopp 2013, samväldesmästare i individuellt tempolopp och dubbel australisk mästare i såväl linjelopp som individuellt tempolopp. Han startade också i alla tre Grand Tours: sex Giro d'Italia (fullföljde tre), tre Vuelta a España (bröt samtliga) och ett Tour de France (130:e plats 2013).
Tillsammans med sin något yngre madison-partner Leigh Howard fick Meyer 2012 kontrakt med det australiska och då nyblivna World Tour-stallet GreenEDGE och därmed inriktades deras karriärer på landsvägscykling. Men Meyer återvände, liksom Howard, efter några år till att åter köra på bana. Meyer avslutade sin tävlingskarriär 2022 och blev därefter tränare för det brittiska damlaget i uthållighetsgrenarna på bana.

## Meriter – Juniormästerskap
| 2005 7:a i individuellt tempolopp vid Världsmästerskapen 2006 Australisk mästare i linjelopp 2:a i individuellt tempolopp vid Australiska mästerskapen 5:a i individuellt tempolopp vid Världsmästerskapen | 2005 Australisk mästare i madison med Adam O'Connor 2:a i poänglopp vid Australiska mästerskapen 3:a i madison vid Världsmästerskapen med Mitchell Pearson 3:a i lagförföljelselopp vid Världsmästerskapen 2006 Världsmästare i individuellt förföljelselopp Världsmästare i madison med Travis Meyer Världsmästare i lagförföljelselopp Australisk mästare i poänglopp Australisk mästare i individuellt förföljelselopp Australisk mästare i madison med Travis Meyer Australisk mästare i lagförföljelselopp 2:a i scratch vid Australiska mästerskapen |

## Meriter – Landsväg
| 2007 2:a i linjelopp vid Australiska mästerskapen för U23 2008 Vinnare totalt av Tour of Japan 2:a i GP Industrie del Marmo 3:a i individuellt tempolopp vid Världsmästerskapen för U23 2009 2:a i individuellt tempolopp vid Australiska mästerskapen 4:a i linjelopp vid Australiska mästerskapen 2010 Australisk mästare i individuellt tempolopp 3:a totalt i Tour of Oman 2011 Vinnare totalt av Tour Down Under Vinnare av etapp 4 Australisk mästare i individuellt tempolopp 2012 2:a i individuellt tempolopp vid Australiska mästerskapen 10:a totalt i Tirreno–Adriatico 2013 Oceanienmästare i linjelopp Vinnare av bergspristävlingen i Circuit cycliste Sarthe 5:a totalt i Tour of California 6:a totalt i Presidential Cycling Tour of Turkey 10:a totalt i Tour de Suisse Vinnare av etapp 1 (ITT) 2014 Vinnare av etapp 2 i Tour de Suisse 4:a i linjelopp vid Australiska mästerskapen 9:a totalt i Herald Sun Tour | 2015 Vinnare totalt av Herald Sun Tour Vinnare av poängtävlingen Vinnare av etapp 1 4:a i Prueba Villafranca-Ordiziako Klasika 2016 2:a i linjelopp vid Australiska mästerskapen 2017 Vinnare av Dwars door de Vlaamse Ardennen 3:a i Cadel Evans Great Ocean Road Race 3:a totalt i An Post Rás 4:a totalt i Herald Sun Tour 7:a totalt i Tour of Quanzhou Bay 7:a i Tour of China I 2018 Samväldesmästare i linjelopp Vinnare av etapp 2 i Tour of Britain Vinnare totalt av Hammer Hong Kong 2:a totalt i Herald Sun Tour 3:a i linjelopp vid Australiska mästerskapen 5:a i lagtempo vid Världsmästerskapen 7:a totalt i Hammer Stavanger 9:a i individuellt tempolopp vid Samväldesspelen 2019 3:a i linjelopp vid Australiska mästerskapen 3:a i individuellt tempolopp vid Australiska mästerskapen 9:a totalt i Hammer Limburg Vinnare av etapp 1 2020 Australisk mästare i linjelopp 2021 Australisk mästare i linjelopp |

## Meriter – bana
| 2008 4:a i poänglopp 2009 Världsmästare i poänglopp 2:a i madison med Leigh Howard 2:a i lagförföljelselopp 2010 Världsmästare i poänglopp Världsmästare i madison med Leigh Howard Världsmästare i lagförföljelselopp (med Jack Bobridge, Rohan Dennis och Michael Hepburn) 2011 Världsmästare i madison med Leigh Howard 2:a i poänglopp 2012 Världsmästare i poänglopp 3:a i madison med Leigh Howard 2017 Världsmästare i poänglopp Världsmästare i lagförföljelselopp (med Nicholas Yallouris, Alexander Porter och Sam Welsford) 2:a i madison med Callum Scotson 2018 Världsmästare i poänglopp 3:a i madison med Callum Scotson 2010 Samväldesmästare i poänglopp Samväldesmästare i scratch Samväldesmästare i lagförföljelselopp 2007/2008 Oceanienmästare i poänglopp Oceanienmästare i lagförföljelselopp 2:a i madison med Travis Meyer 3:a i scratch | 2006/2007 2:a i poänglopp 2:a i madison med Mitchell Docker 3:a i individuellt förföljelselopp 3:a i scratch U23 3:a i lagförföljelselopp 2007/2008 2:a i madison med Travis Meyer 2008/2009 Australisk mästare i lagförföljelselopp 2:a i individuellt förföljelselopp 2009/2010 Australisk mästare i madison med Glenn O'Shea 2:a i lagförföljelselopp 2010/2011 Australisk mästare i madison med Jack Bobridge 2011/2012 Australisk mästare i madison med Leigh Howard 2016/2017 Australisk mästare i madison med Sam Welsford Australisk mästare i lagförföljelselopp 2:a i individuellt förföljelselopp 2020/2021 2:a i madison med Kelland O'Brien 2010/2011 2:a i Berlins sexdagars med Leigh Howard 2011/2012 Vinnare av Berlins sexdagars med Leigh Howard 2016/2017 3:a i Londons sexdagars med Callum Scotson 2017/2018 Vinnare av Londons sexdagars med Callum Scotson |